# Ehemalige fürstbischöfliche Residenz (Hildesheim)

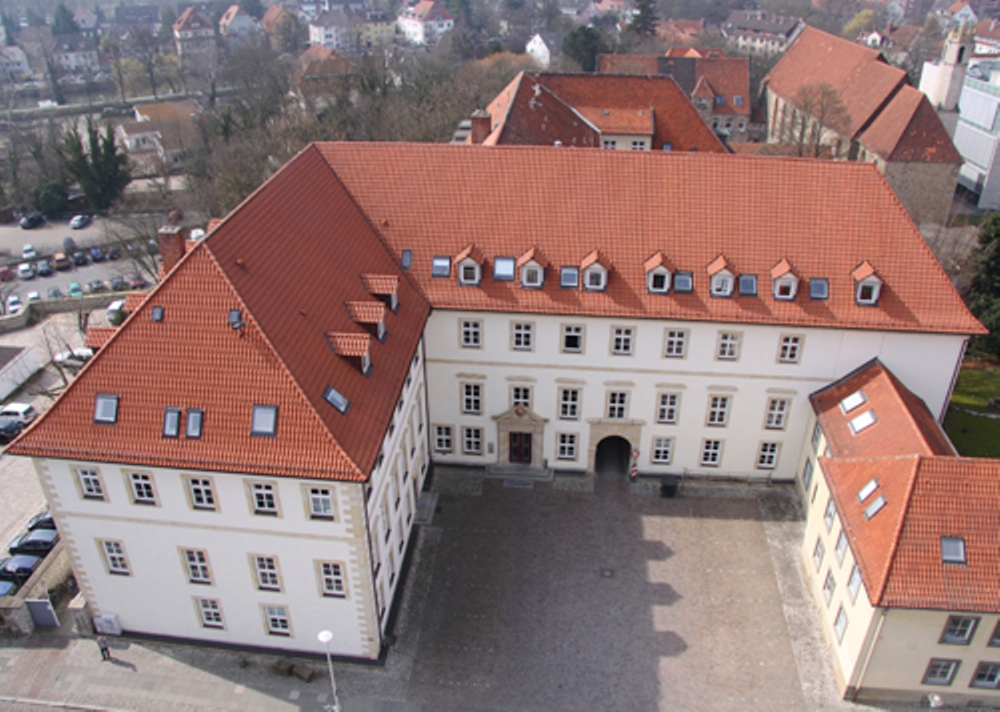
Ehemalige fürstbischöfliche Residenz, Generalvikariat,
Blick vom Westwerk des Doms

Die ehemalige fürstbischöfliche Residenz steht am Domhof in Hildesheim in der westlichen Verlängerung der Achse des Doms (Domhof 18–20). Das Gebäude, bis zur Säkularisation 1802 Repräsentations- und Verwaltungszentrum des Hochstifts Hildesheim und danach Landgericht, beherbergt heute das Generalvikariat des Bistums Hildesheim. An dieser Stelle befand sich seit Mitte des 11. Jahrhunderts die Curia episcopalis, von der Reste im heutigen Bau bewahrt sind, weswegen er die „älteste erhaltene Residenz Niedersachsens“ bezeichnet wurde.

## Geschichte

### Mittelalter
Mit der Bistumsgründung im Jahr 815 begann eine rege Bautätigkeit auf dem Domhügel an der Innerstefurt. Um den Altfriddom, der 872 vollendet war, entstanden weitere Sakral- und Profanbauten sowie, in mehreren Stadien, die Ummauerung der Domburg, die unter Bischof Bernward (reg. 993–1022) ihren bis heute erkennbaren Umfang erreichte. Es wird angenommen, dass das Bischofshaus sich in dieser Phase südlich des Doms befand.
Während des Episkopats Azelins brach am 23. März 1046 ein Feuer aus, das den Dom und die meisten Nebengebäude zerstörte. Azelin beschloss, eine neue und größere Kathedrale westlich des Altfriddoms zu bauen. Sein Nachfolger Hezilo (reg. 1054–1079) stoppte das Projekt jedoch und ließ den Dom auf den Grundmauern Altfrids wiederaufbauen. Das Querhaus des neuen Doms, von dem die Fundamente und das Außenmauerwerk bereits vorhanden waren, ließ er zum neuen Bischofshaus ausbauen. Bauliche und biografische Indizien sprechen dafür, dass die Bauleitung bei dem späteren Osnabrücker Bischof Benno lag, der etwa gleichzeitig auch die Kaiserpfalz Goslar ausbaute.
Der Baukomplex umfasste außer Wohnräumen für den Bischof, der häufig abwesend war, Bereiche für Repräsentation und Verwaltung sowie Schatz- und Waffenkammern. Ein Bogengang verband den Bischofshof mit dem Westwerk des Doms. Ein aufsichtführender Beamter wohnte ständig im Haus. Nördlich schloss sich die bischöfliche Kapelle an, aus der im 14. Jahrhundert das Magdalenenstift „im Schüsselkorbe“ hervorging. Die administrative und militärische Funktion des Bischofshofs nahm zu mit der Konsolidierung der bischöflichen Landesherrschaft im 13. Jahrhundert. Gleichzeitig wuchsen Selbstbewusstsein und Unabhängigkeitsstreben der Hildesheimer Bürgerschaft. Die alte Domburg wurde von der neuen Hildesheimer Stadtmauer dreiseitig eingeschlossen. Als Reaktion bauten die Bischöfe im 14. Jahrhundert nördlich und südlich der Stadt die „Trutzburgen“ Steuerwald und Marienburg, von denen die erstere die Residenzfunktion übernahm. Die Stadtkurie wurde verpfändet und geriet zeitweise in Verfall. 1397 übertrug sie der Bischof einem Domherrn mit der Maßgabe der Bauerhaltung. Für die seltenen Stadtaufenthalte des Bischofs sowie für Gerichts- und Repräsentationszwecke des Hochstifts mussten Räume zur Verfügung gestellt werden. Das wichtigste Ereignis war jeweils das Krönungsmahl nach der Inthronisation eines neuen Bischofs mit öffentlichem Festakt und Erneuerung der Lehnsverhältnisse. Der Bischofshof bot auch den Rahmen für Fastnachtsgeselligkeiten, adlige Hochzeiten und andere Feste, was in der Reformationszeit Anlass zu Kritik und Spott gab.

### Frühe Neuzeit
An der Schwelle zur frühen Neuzeit etablierte sich am Bischofshof aus den gerichtlichen Anfängen die fürstbischöfliche Kanzlei, die Regierung des Hochstifts. 1573 begann die Zeit der Personalunion des Hildesheimer Stuhls mit Kurköln und anderen nordwestdeutschen Hochstiften unter Wittelsbacher Kurfürst-Erzbischöfen, nur unterbrochen durch die Regierung Jobst Edmund von Brabecks (1688–1702). Für die Wittelsbacher war Hildesheim ein abgelegenes Randterritorium, das sie selten besuchten.
Baulich blieb der Gebäudekomplex im Wesentlichen unverändert von der Erneuerung durch den tatkräftigen Domherrn Johann Konolf um die Mitte des 15. Jahrhunderts bis ins 18. Jahrhundert. Eine grundlegende Sanierung und Aufstockung um ein Fachwerkgeschoss erfolgte in den 1590er Jahren.
Im Verlauf des Dreißigjährigen Kriegs eroberte Herzog Georg von Braunschweig-Calenberg das Hochstift und nahm am 19. Juli 1634 die Stadt Hildesheim ein. Er zog mit seiner Familie, dem Hofstaat und den Behörden aus dem Schloss Herzberg in das Hildesheimer Bischofsschloss um und ließ es als neue Residenz für sich herrichten. Diese Arbeiten dauerten an, auch nachdem 1636 die Entscheidung für das sicherere Hannover als neue Residenzstadt gefallen war. In Hannover verbrachte Georg nur fünf Tage des Jahres 1640. Er starb 1641 in Hildesheim. 1642 führte sein Sohn und Nachfolger Christian Ludwig den Umzug des herzoglichen Haushalts und der Verwaltung nach Hannover durch.
1643 zog am Domhof wieder die fürstbischöfliche Verwaltung ein. Von hier aus erfolgte die Reorganisation des Hochstifts in seiner wiederhergestellten Größe unter den neuen konfessionellen Bedingungen mit einer lutherischen Bevölkerungsmehrheit. Kurfürst-Erzbischof Maximilian Heinrich besuchte Hildesheim 1652, 1657, 1662 und 1666 mit großem Tross und nahm Wohnung am Domhof. Für jeden Besuch wurde das Schloss renoviert. Der Plan, anstelle der wenig repräsentativen Residenz ein Barockschloss auf dem Gelände des Sülteklosters zu bauen, blieb unausgeführt.
1669 bezog Jobst Edmund von Brabeck als Statthalter des Kurfürsten den Bischofshof, und er behielt diesen Hauptwohnsitz bei, nachdem er 1688 wegen des Kölner Nachfolgestreits unerwartet selbst Fürstbischof wurde. Nach seinem Tod 1702 residierten wieder Statthalter im Schloss.
Nachdem Clemens August von Bayern 1724 auch Fürstbischof von Hildesheim wurde, begutachtete in seinem Auftrag Johann Conrad Schlaun im März 1727 das baufällige Regierungsgebäude am Domhof und empfahl einen vollständigen Neubau. Diesen unterstützte entscheidend der Weihbischof und leitende Regierungsbeamte Ernst Friedrich von Twickel. Die Bauleitung hatte der Landbaumeister Justus Wehmer. Die Planung sah zunächst ein symmetrisches Residenzschloss unter Einbeziehung des Schüsselkorbstifts vor. Die dortigen Stiftsherren protestierten jedoch, und da zudem die Mittel knapp waren, kam es nur zu einer Teilausführung in für Clemens Augusts Bauprojekte ungewöhnlich schlichten Formen. Clemens Augusts Wappen schmückt bis heute den Haupteingang. Der Bau zog sich, mit mehreren Stopps und Planänderungen, bis 1753 hin. Zu diesem Zeitpunkt zogen Regierung, Gerichte und Landesarchiv in das neue Gebäude ein.
Im Siebenjährigen Krieg quartierten sich u. a. der Marquis de Saint-Pern (1757), der Erbprinz von Braunschweig (1761), Herzog Ferdinand (1761) und Herzog Friedrich August (1763) am Domhof ein.
Mit der feierlichen Amtsübernahme Friedrich Wilhelms von Westphalen 1763 begann die letzte Phase des Schlosses als fürstbischöfliche Residenz mit dem Aufwand einer kleinstaatlichen Barockhofhaltung. Friedrich Wilhelms Nachfolger Franz Egon von Fürstenberg wohnte bis zur Säkularisation des Hochstifts 1802 nur gelegentlich in Hildesheim, verbrachte aber den Rest seines Lebens hier und starb im Schloss am Domhof am 11. August 1825.

### Nach 1802
In der wechselvollen Franzosenzeit und den ersten Jahren im Königreich Hannover blieb das Schloss zunächst Residenz des Fürstbischofs und Behörden- und Verwaltungszentrum. Da eine definitive Verwendung kontrovers diskutiert wurde, unterblieben alle Erhaltungsmaßnahmen. Nach dem Tod von Fürstbischof Franz Egon von Fürstenberg zog 1826 der Landbaumeister Adolf Theodor Wellenkamp als Mieter in der Beletage ein, nachdem er die Räume auf eigene Kosten bewohnbar gemacht hatte. Als Teil der Grundausstattung für die 1824 neu umschriebene Diözese Hildesheim wurde die ehemalige Brabecksche Kurie, Domhof 25, neues Bischofspalais.
1827 wurden die Gebäude des 1810 aufgehobenen Schüsselkorbstifts abgerissen. 1841 verschwand der Bischofsgang zwischen Schloss und Dom, als das Domwestwerk niedergelegt und durch einen neuromanischen Westbau ersetzt wurde. Das Schloss wurde 1845 Sitz der Landdrostei Hildesheim und weiterer Gerichte und Behörden, darunter des königlichen Katholischen Konsistoriums. Im Zuge der hannoverschen Justizreform wurde es 1852 in Gänze Sitz des Landgerichts und erfuhr in den folgenden Jahrzehnten zweckentsprechende Veränderungen.
Beim Bombenangriff auf Hildesheim am 22. März 1945 wurde das einstige Residenzschloss zerstört. Die historische Innenausstattung ging verloren. Der Außenbau wurde 1949/50 originalgetreu wieder aufgebaut. In den 1970er Jahren bezog das Landgericht Hildesheim ein neues Gerichtsgebäude an der Kaiserstraße. Das Schlossgebäude am Dom wurde vom Bistum Hildesheim übernommen und beherbergt seitdem das Generalvikariat.